# Le Héron
Le Héron è un comune delegato e frazione del comune di Morville-le-Héron, nel dipartimento della Senna Marittima nella regione della Normandia. In precedenza comune autonomo, il 1º gennaio 2025 è confluito insieme all'ex comune di Morville-sur-Andelle nel nuovo comune di Morville-le-Héron.

## Società

### Evoluzione demografica
Abitanti censiti